# Jiuzhaigou (Kreis)

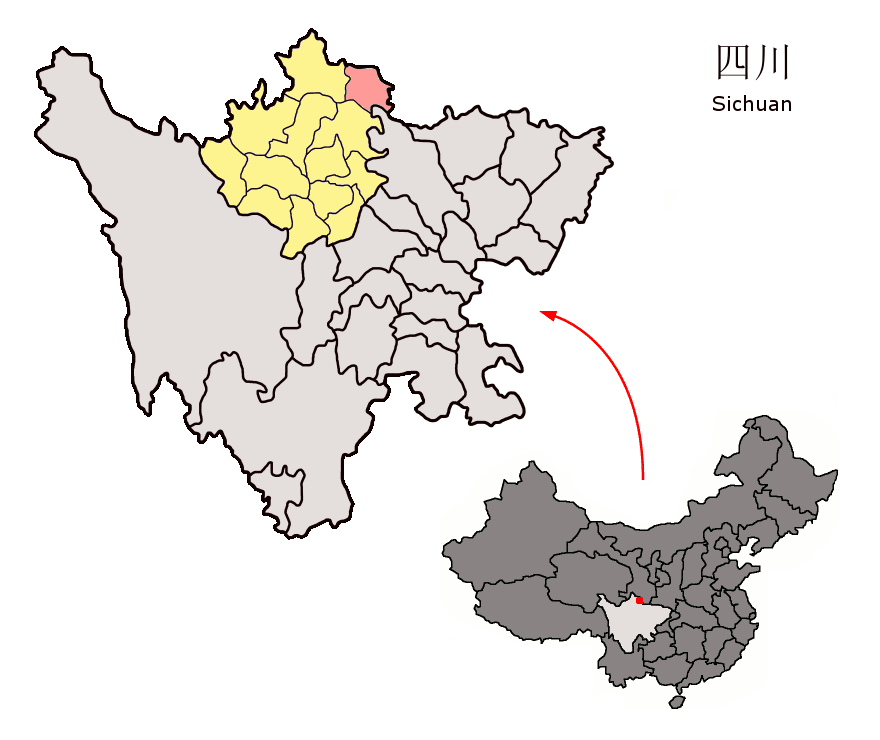
Lage des Kreises Jiuzhaigou im Autonomen Bezirk Ngawa der Tibeter und Qiang, Sichuan.

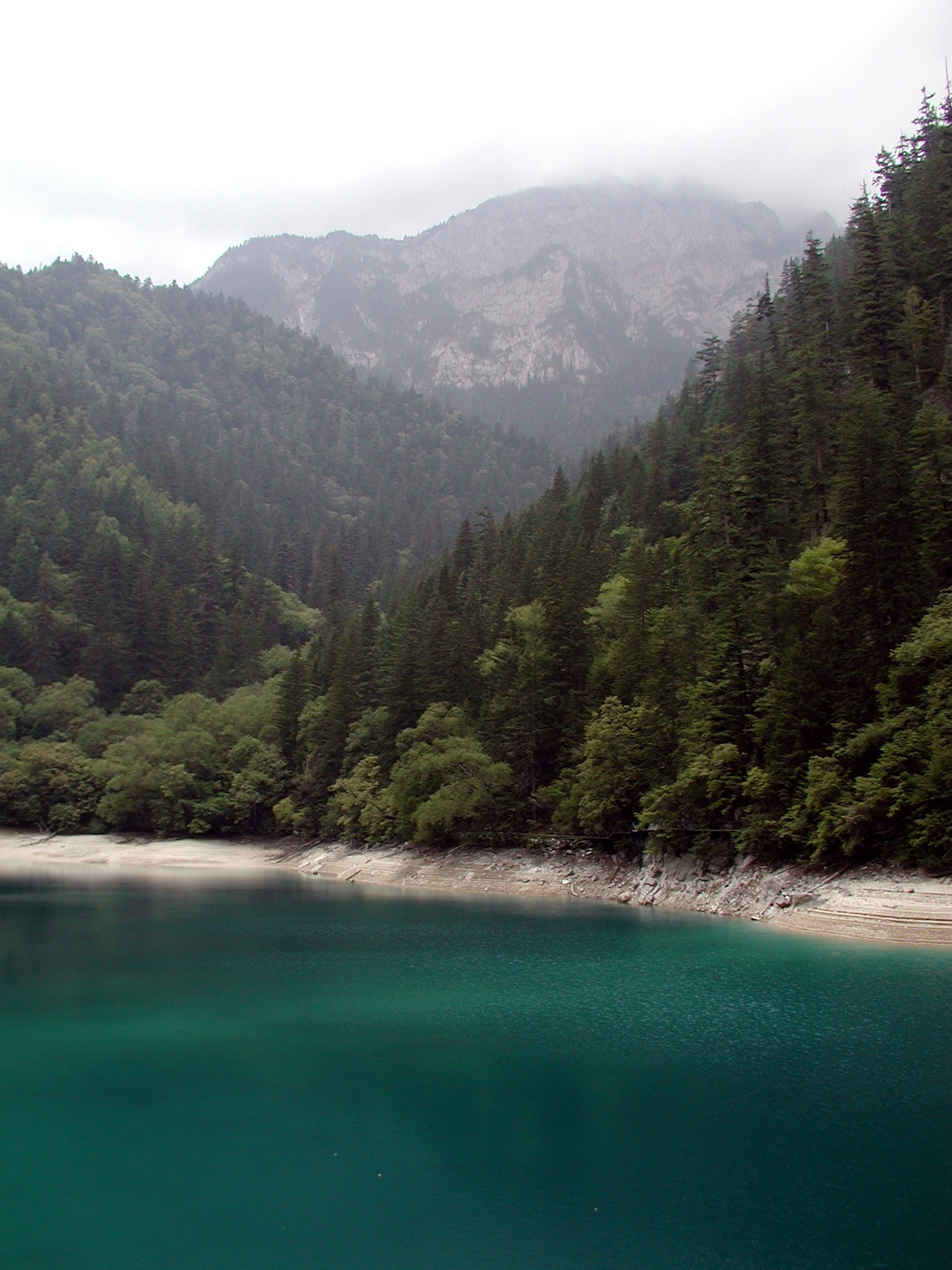
Jiuzhaigou-Tal.

Jiuzhaigou (chinesisch 九寨沟县, Pinyin Jiǔzhàigōu Xiàn) ist ein Kreis im Nordosten des Autonomen Bezirks Ngawa der Tibeter und Qiang in der chinesischen Provinz Sichuan. Die Fläche beträgt 5.084 Quadratkilometer und die Einwohnerzahl 66.055 (Stand: Zensus 2020). 1999 zählte Jiuzhaigou 56.167 Einwohner.
In dem Kreis befindet sich das Jiuzhaigou-Naturschutzgebiet.

## Administrative Gliederung
Auf Gemeindeebene setzt sich der Kreis aus zwei Großgemeinden und fünfzehn Gemeinden zusammen. Diese sind:
- Großgemeinde Yongle (永乐镇), Sitz der Kreisregierung;
- Großgemeinde Zangzinang (漳扎镇);
- Gemeinde Anle (安乐乡);
- Gemeinde Baihe (白河乡);
- Gemeinde Baohua (保华乡);
- Gemeinde Caodi (草地乡);
- Gemeinde Daglang (大录乡);
- Gemeinde Guoyuan (郭元乡);
- Gemeinde Heihe (黑河乡);
- Gemeinde Lingjiang (陵江乡);
- Gemeinde Luoyi (罗依乡);
- Gemeinde Majia (马家乡);
- Gemeinde Shuanghe (双河乡);
- Gemeinde Wujiao (勿角乡);
- Gemeinde Xowa (玉瓦乡);
- Gemeinde Yongfeng (永丰乡);
- Gemeinde Yonghe (永和乡).

## Ethnische Gliederung der Bevölkerung (2000)
Beim Zensus im Jahr 2000 hatte Jiuzhaigou 62.157 Einwohner.
| Name des Volkes | Einwohner | Anteil  |
| --------------- | --------- | ------- |
| Han             | 41.790    | 67,23 % |
| Tibeter         | 16.996    | 27,34 % |
| Hui             | 2.505     | 4,03 %  |
| Qiang           | 729       | 1,17 %  |
| Manju           | 39        | 0,06 %  |
| Mongolen        | 35        | 0,06 %  |
| Miao            | 18        | 0,03 %  |
| Tujia           | 14        | 0,02 %  |
| Uiguren         | 8         | 0,01 %  |
| Zhuang          | 6         | 0,01 %  |
| Koreaner        | 5         | 0,01 %  |
| Sonstige        | 12        | 0,02 %  |